# Meet Me Halfway
Meet Me Halfway è un singolo del gruppo musicale statunitense The Black Eyed Peas, pubblicato il 23 settembre 2009 come terzo estratto dal quinto album in studio The E.N.D..

## Video musicale
Il video era già stato confermato da will.i.am per essere diretto da Mathew Cullen e Mark Kudsi (registi di Boom Boom Pow), e lo ha descritto così: «Questo è un tipo di video molto differente... Boom Boom Pow era molto futuristico e I Gotta Feeling ha dato sensazioni di festa, ma questo è un video molto più artistico». Inoltre ha annunciato che sarebbero state pubblicate due versioni del video, la prima ufficiale e l'altra indirizzata ai fan.
Pubblicato il 12 ottobre 2009, la versione ufficiale del video mostra i quattro membri del gruppo ognuno in un pianeta differente. Fergie veste i panni di una "moderna Eva", apl.de.ap di un beduino, will.i.am di un tecnologico avventuriero in groppa ad un elefante ed infine Taboo è ripreso mentre fluttua nello spazio con indosso una tuta da astronauta. Come dice il titolo della canzone "Incontrami a metà strada", i protagonisti del video raggiungeranno nel pianeta in cui si trovano una porta intergalattica che li porterà tutti e quattro sulla Terra.

## Tracce
- Promo - CD-Single

1. Meet Me Halfway (Radio Edit) - 3:45

- CD-Single

1. Meet Me Halfway - 3:47
2. I Gotta Feeling (David Guetta FMIF Remix) - 6:13

- CD-Single

1. Meet Me Halfway (Radio Edit) -  3:46
2. Boom Boom Pow (Boom Boom Guetta - David Guetta's Electro Hop Remix) - 4:01

## Classifiche
| Classifica (2009) | Posizione massima |
| ----------------- | ----------------- |
| Australia         | 1                 |
| Austria           | 4                 |
| Belgio (Fiandre)  | 1                 |
| Belgio (Vallonia) | 1                 |
| Canada            | 5                 |
| Danimarca         | 9                 |
| Finlandia         | 16                |
| Francia           | 3                 |
| Germania          | 1                 |
| Irlanda           | 1                 |
| Italia            | 2                 |
| Lussemburgo       | 1                 |
| Norvegia          | 13                |
| Nuova Zelanda     | 3                 |
| Paesi Bassi       | 5                 |
| Regno Unito       | 1                 |
| Repubblica Ceca   | 2                 |
| Slovacchia        | 3                 |
| Spagna            | 5                 |
| Stati Uniti       | 7                 |
| Svezia            | 5                 |
| Svizzera          | 3                 |